# 最後的朋友
《Last Friends》是在2008年4月10日到6月19日間，於富士電視台木曜劇場（每週四22:00〜22:54，日本標準時間）播放的電視劇，共播出11集，由長澤雅美、上野樹里、瑛太、水川麻美和錦戶亮等人演出。

## 概要
這是一部敘述住在「SHARE HOUSE」裡，被心底深藏著的黑暗所苦惱的現代年輕人們的故事。受男友施暴而痛苦的藍田美知留（長澤雅美 飾）、有良好家庭，但內心有著不能與他人說的煩惱的岸本瑠可（上野樹里 飾）、對性愛感到恐懼的水島武（瑛太 飾），以及外表大剌剌但內心有著孤獨感的瀧川繪理（水川麻美 飾）在「SHARE HOUSE」開始他們的共同生活，透過彼此獲得活下去的勇氣。
劇情從懷孕的美知留回到故鄉的堤壩上開始，透過美知留的獨白重現主角們在「SHARE HOUSE」的生活，以倒敍的形式推動故事前進。

## 登場人物

### 主要人物
- 藍田 美知留：長澤雅美 飾（香港配音: 林元春）

美髮廳的助手。在工作崗位上受到欺負，跟同居男友有家庭暴力的問題。
- 岸本 瑠可：上野樹里 飾（香港配音: 張頌欣）

美知留的高中同班同學。作為摩托車越野賽的選手以全日本冠軍為目標。不過，她在尋找自己的性向，對人群有絕對不能說的煩惱。
- 水島 武（水島タケル）- 瑛太 飾（香港配音: 梁偉德）

化妝師。有著性愛恐懼的煩惱。被瑠可的魅力吸引。
- 瀧川 繪理：水川麻美 飾（香港配音: 鄭麗麗）

合約制空中服務員。在瑠可的「SHARE HOUSE」的室友。有著大剌剌的性格，但內心寂寞。
- 及川 宗佑：錦戶亮 飾（香港配音: 李致林）

美知留的同居男友，有暴力傾向。平常是在政府機關的兒童福利課工作的好青年，但有著對女性施以暴力的兩面性。

### 其他
- 藍田千夏：倍賞美津子（香港配音: 袁淑珍）

美知留的母親。與美知留的父親離婚後，和另外一個男人相戀。
- 小倉友彦：山崎樹範（香港配音: 陳卓智）

繪理工作的航空公司的前輩。妻子帶了男人到家中，頓時丟失住處，便到「SHARE HOUSE」來。
- 岸本修治：平田滿（香港配音: 朱子聰）

瑠可的父親。
- 岸本陽子：朝加真由美（香港配音: 謝潔貞）

瑠可的母親。
- 岸本省吾：長島弘宜（香港配音: 馬小靈）

瑠可的弟弟。
- 樋口直也：

宗佑訪問懷疑虐待兒童的問題家庭的時候遇見了的男孩子。
- 平塚令奈：西原亞希（香港配音: 許盈）

美知留的前輩理髮師。討厭美知留，時常欺負她。但後來亦同美知留一樣著有家庭暴力的問題。
- 白幡優子：伊藤裕子

水島的姐姐。
- 三田小百合：蘭香麗雅（香港配音: 朱妙蘭）
- 岡部麻由美：平野早香

## 工作人員
- 編劇：淺野妙子
- 制作：中野利幸
- 音樂：井筒昭雄、S.E.N.S.
- 導演：加藤裕將、西坂瑞城、遠藤光貴

## 主題曲
- 宇多田光「Prisoner Of Love」 作詞／作曲：宇多田光

## 獎項
- 第57回日劇學院賞最佳作品賞
- 第57回日劇學院賞助演男優賞：錦戶亮
- 第57回日劇學院賞助演女優賞：上野樹里
- 第57回日劇學院賞主題歌賞：〈Prisoner of Love〉 宇多田光（演唱／作詞／作曲）
- 第57回日劇學院賞監督賞：加藤裕將、西坂瑞城、遠藤光貴
- 第57回日劇學院賞腳本賞：淺野妙子
- 2008年銀河賞6月度月間賞：上野樹里
- 2008年第12回日刊體育日劇大賞讀者投票春季日劇助演女優賞：上野樹里
- 2008年第12回日刊體育日劇大賞讀者投票春季日劇助演男優賞：錦戶亮
- 2008《TV Navi》雜誌讀者投票春季日劇助演男優賞：瑛太
- 第1回東京電視節電視劇大獎
  - 作品賞（Kids＆the Young部門）
  - 主演女優賞：上野樹里（交響情人夢 SP、Last Friends）[1]
- 《TV LIFE》雜誌第18回年度電視劇大賞助演女優賞：上野樹里

## 播放日期、副題、收視率
| 集數       | 播出日期   | 標題                                 | 原文標題   | 收視率 |
| ---------- | ---------- | ------------------------------------ | ---------- | ------ |
| 1          | 2008/04/10 | 不可告人的煩惱：家暴，懷孕，禁絕的愛 |            | 13.9%  |
| 2          | 2008/04/17 | 拼命的秘密                           |            | 15.9%  |
| 3          | 2008/04/24 | 要命的思念                           |            | 15.6%  |
| 4          | 2008/05/01 | 撕裂的羈絆                           |            | 15.9%  |
| 5          | 2008/05/08 | 衝擊的一夜                           |            | 19.9%  |
| 6          | 2008/05/15 | 拼命的逃避                           |            | 17.2%  |
| 7          | 2008/05/22 | 殘酷的現實                           |            | 16.0%  |
| 8          | 2008/05/29 | 最後的信                             |            | 18.8%  |
| 9          | 2008/06/05 | 君之命                               |            | 18.0%  |
| 10         | 2008/06/12 | 最終章・愛與死                       |            | 20.7%  |
| 大結局     | 2008/06/19 | 邁向未來                             |            | 22.8%  |
| 特別編     | 2008/06/26 | Another last friends                 |            | 17.4%  |
| 平均收視率 | 平均收視率 | 平均收視率                           | 平均收視率 | 17.7%  |

## 衍生劇
電視劇連動計劃，飾演瀧川繪里的水川麻美主演的衍生劇《艾莉 my Love》（エリー my Love）在各話播完後立即於富士電視台 On Demand上傳。通常需付費，但各話播完後1小時免費。標題源自《艾莉的異想世界》（アリー my Love），內容以SHARE HOUSE為背景的情境喜劇。

### 登場人物
- 瀧川繪里 - 水川麻美
- 小倉友彦 - 山崎樹範

### 工作人員
- 劇本 - 谷和俊
- 製作人 - 渡辺恒也
- 導演 - 遠藤光貴、森脇智延、宮木正悟

## 外部連結
- 日本官方網站[永久] （日語）
- 台灣緯來日本台官網 （页面存档备份，存于） （繁體中文）
- 互联网电影数据库（IMDb）上《最後的朋友》的资料（英文）

## 作品的變遷
| 日本 富士電視台 木曜劇場 星期四 22:00至22:54 | 日本 富士電視台 木曜劇場 星期四 22:00至22:54      | 日本 富士電視台 木曜劇場 星期四 22:00至22:54 |
| -------------------------------------------- | ------------------------------------------------- | -------------------------------------------- |
|                                              | Last Friends （2008.4.10 - 2008.6.19）            |                                              |
| 鹿男與奈良 （2008.1.17 - 2008.3.20）         | Code Blue急症直升機醫生 （2008.7.03 - 2008.9.11） |                                              |

| 無線電視J2台 J2族時段週五 22:30至23:30 | 無線電視J2台 J2族時段週五 22:30至23:30 | 無線電視J2台 J2族時段週五 22:30至23:30 |
| -------------------------------------- | -------------------------------------- | -------------------------------------- |
|                                        | Last Friends （2009.6.5 - 2009.8.14）  |                                        |
| 東京鐵塔 （2009.3.20 - 2009.5.29）     | 窮人×愛麗斯 （2009.8.21 - 2009.10.30） |                                        |

| 緯來日本台 富士哈日劇週一至週五 每晚9點         | 緯來日本台 富士哈日劇週一至週五 每晚9點 | 緯來日本台 富士哈日劇週一至週五 每晚9點 |
| ----------------------------------------------- | --------------------------------------- | --------------------------------------- |
|                                                 | LAST FRIENDS （2009.7.7 - 2009.7.21）   |                                         |
| 破案天才伽利略 重播 （2009.06.23 - 2009.07.06） | 咩妹的完美執事 （2009.7.22 - 2009.8.4） |                                         |